# Taveirosaurus
Taveirosaurus costai is een plantenetende ornithischische dinosauriër, die tijdens het late Krijt leefde in het gebied van het huidige Portugal.

## Vondst en naamgeving
Vanaf 1968 voerden Miguel Telles Antunes en Giuseppe Manuppella opgravingen uit in de groeve Cerâmica do Mondego bij het plaatsje Taveiro ten zuidwesten van Coimbra. Daarbij werden een aantal tanden van een ornithischische dinosauriër gevonden. In 1991 benoemden en beschreven Antunes en Denise Sigogneau-Russell die als de typesoort Taveirosaurus costai. De geslachtsnaam verwijst naar Taveiro. De soortaanduiding eert de geoloog João Carrington da Costa. 
Het holotype, CEGUNL-TV 10, is gevonden in rivierklei van de Argilas de Aveiro-formatie die dateert uit het Maastrichtien. Het bestaat uit een van de tanden. Daarnaast zijn nog negen andere tanden uit dezelfde vindplaats aan de soort toegewezen: CEGUNL-TV 6–9, 11, 13–16. Later werden ook wat tanden uit Spanje, gevonden bij Lano, als die van Taveirosaurus beschreven.

## Beschrijving
De tanden zijn erg laag en afgeplat met een ruwweg driehoekige vorm. Middenin hebben ze een enkele ongekartelde hoofdpunt. Aan de basis daarvan staan aan beide zijden ongeveer drie veel kleinere punten.
Taveirosaurus is vermoedelijk een tamelijk kleine soort, hooguit enkele meters lang. Behalve door het ontbreken van skeletdelen wordt een groottebepaling bemoeilijkt door onzekerheid over de precieze groep waartoe het dier behoort.

## Fylogenie
Taveirosaurus werd oorspronkelijk door de beschrijvers toegewezen aan de Pachycephalosauria: in 1991 aan de Homalocephalosauridae, in 1992 aan de Pachycephalosauridae. Al snel kregen ze daar veel twijfel over en in 1995 veranderden ze het in de Nodosauridae. Peter Galton dacht in 1996 aan de "Fabrosauridae", ofwel basale Ornithischia, als alternatief wegens overeenkomsten met de tandvorm bij Alocodon en Trimucrodon maar dat past slecht bij de datering en daarbij zijn ook die twee genera slechts van hun tanden bekend en hun verwantschappen al even onzeker. In 2004 meende David Bruce Norman dat het om een nomen dubium ging.